# Iglesia de la Asunción de Nuestra Señora (Camañas)
La iglesia de la Asunción de Nuestra Señora es una iglesia católica del siglo XVI de estilo gótico-renacentista dedicada a la Asunción situada en la localidad turolense de Camañas (España). El templo sufrió un expolio durante la Guerra civil, siendo quemados los bancos de la iglesia, y desaparecieron tanto el retablo del altar mayor como el órgano.
Se trata de un edificio de mampostería de una sola nave de tres tramos con bóveda de medio cañón, con lunetos que sirven de iluminación a las capillas laterales. Las capillas cuentan también con bóveda de medio cañón y se encuentran entre contrafuertes. El ábside es poligonal. La bóveda original era de crucería estrellada, pero tras ser destruida en la Guerra civil fue sustituida por una bóveda de cañón. La imaginería interior es moderna, pero preserva un relicario de plata del siglo XVII en la sacristía.
Tiene una torre a los pies de estilo barroco con motivos mudéjares, con cuatro cuerpos. Los dos primeros son de planta cuadrada y de mampostería, y los dos superiores de ladrillo de estilo mudéjar y de planta octogonal.
La portada, de estilo plateresco, se sitúa en el lado de la epístola.